# Sid Cooper
Sidney „Sid“ Cooper (* 2. November 1918 in Montreal; † 18. Juli 2011 in Lake Worth, Florida) war ein US-amerikanischer Jazz- und Studiomusiker (Flöte, Klarinette, auch Saxophone, Arrangement).

## Leben und Wirken
Coopers Familie stammte aus New York; er begann seine Karriere als professioneller Musiker im Fallsview Resort in den Catskills, in New York spielte er dann in den 1940er-Jahren Altsaxophon im Tommy Dorsey Orchestra; weitere Aufnahmen entstanden in dieser Zeit mit  Ziggy Elman  sowie als Studiomusiker u. a. bei Norman Leyden, Sy Oliver, Pete Rugolo und Hugo Montenegro mit Louis Armstrong, Ella Fitzgerald, Nat King Cole, Billy Eckstine, Johnny Hartman, Billie Holiday,  Tony Pastor und Sarah Vaughan. Ferner spielte er in einer Reihe von Varietéshows wie in Eddie Fishers Coke Time, der Steve Allen Show, Masquerade Party und Hullaballoo. Cooper betätigte sich auch als Arrangeur und war langjähriges Mitglied des Tonight Show Orchestra, bis Johnny Carson mit der Show 1972 nach Burbank wechselte.
In den 1950er- und 60er-Jahren war er Mitglied des Sauter-Finegan Orchestra sowie der Orchester von Ralph Flanagan, Henry Jerome und Gil Evans (Miles Ahead, 1956, mit Miles Davis); ferner spielte er mit Charles Mingus, Billy Taylor, Hymie Schertzer, Rex Stewart, Sonny Stitt und Rusty Dedrick. Unter eigenem Namen legte er um 1961 das Album Percussive Jazz, Vol. 2 vor; zu den mitwirkenden Musiker gehörten Bobby Rosengarden, Tony Mottola, Phil Bodner, Buddy Weed, Doc Severinsen und Eddie Costa.  1974 tourte er mit Frank Sinatra. In den 80er- und 90er-Jahren arbeitete er u. a. noch als Musiker in Broadwaymusicals sowie mit Sylvia Syms (Syms By Sinatra), Irv Cottler und Dick Hyman bei dessen Soundtracks zu Filmen von Woody Allen wie Bullets Over Broadway, Mighty Aphrodite (1994) und Everyone Says I Love You (1996). Im Bereich des Jazz war er zwischen 1943 und 1995 an 220 Aufnahmesessions beteiligt.
Coopers Ehefrau Pat Cooper war die jüngste der Kim Loo Sisters, die um 1939/40 als Jazz-Vokalquartett auftraten.